# Colonia Barón
Colonia Barón är en ort i Argentina.   Den ligger i provinsen La Pampa, i den centrala delen av landet, 500 km väster om huvudstaden Buenos Aires. Colonia Barón ligger 154 meter över havet och antalet invånare är 3 317.
Terrängen runt Colonia Barón är mycket platt. Runt Colonia Barón är det mycket glesbefolkat, med 3 invånare per kvadratkilometer.. Colonia Barón är det största samhället i trakten.
Trakten runt Colonia Barón består till största delen av jordbruksmark.